# Norton Disney
Norton Disney – wieś w Anglii, w hrabstwie Lincolnshire, w dystrykcie North Kesteven. Leży 16 km na południowy zachód od Lincoln i 183 km na północ od Londynu.
Miejscowość liczy 244 mieszkańców.